# Astridia
Astridia es un género con 19 especies descritas y de estas, solo 9 aceptadas, de plantas  perteneciente a la familia Aizoaceae.

## Taxonomía
Astridia fue descrito por el botánico germano, y explorador en África del sudoeste (hoy Namibia), Moritz Kurt Dinter, y publicado en Gard. Chron., ser. 3, 80: 430, 447 (1926). La especie tipo es: Astridia velutina Dinter
Etimología
Astridia: nombre genérico otorgado en honor de Astrid Schwantes, esposa del botánico alemán Gustav Schwantes.

## Especies
- Astridia citrina L.Bolus
- Astridia dinteri L.Bolus
- Astridia hallii L.Bolus
- Astridia herrei L.Bolus
- Astridia longifolia (L.Bolus) L.Bolus
- Astridia lutata (L.Bolus) Friedrich ex H.E.K.Hartmann
- Astridia speciosa L.Bolus
- Astridia vanheerdei L.Bolus
- Astridia velutina Dinter